# Cyrtarachne histrionica
Cyrtarachne histrionica là một loài nhện trong họ Araneidae.
Loài này thuộc chi Cyrtarachne. Cyrtarachne histrionica được Tord Tamerlan Teodor Thorell miêu tả năm 1898.